# Gustav Roch

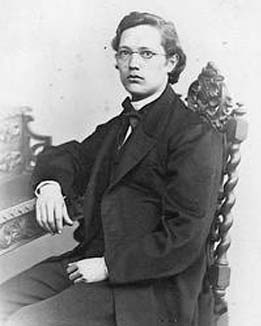
Gustav Roch (1839-1866)

Gustav Roch (Dresden, 9 december 1839 - Venetië, 21 november 1866) was een Duits wiskundige, die aanzienlijke bijdragen leverde aan de theorie van de Riemann-oppervlakken. Zijn naam leeft voort in de Stelling van Riemann-Roch.
Hij overleed op 26-jarige leeftijd aan tuberculose.